# Ешленд (переписна місцевість, Мен)
Ешленд (англ. Ashland) — переписна місцевість (CDP) в США, в окрузі Арустук штату Мен. Населення — 639 осіб (2020).

## Географія
Ешленд розташований за координатами 46°37′1″ пн. ш. 68°23′34″ зх. д. / 46.61694° пн. ш. 68.39278° зх. д. (46.616868, -68.392826).  За даними Бюро перепису населення США в 2010 році переписна місцевість мала площу 11,61 км², з яких 11,55 км² — суходіл та 0,06 км² — водойми.

## Демографія
Згідно з переписом 2010 року, у переписній місцевості мешкало 709 осіб у 343 домогосподарствах у складі 185 родин. Густота населення становила 61 особа/км².  Було 388 помешкань (33/км²).
Расовий склад населення:
| - 98,0 % — білих - 1,1 % — чорних або афроамериканців - 0,3 % — корінних американців - 0,3 % — азіатів |

До двох чи більше рас належало 0,3 %. Частка іспаномовних становила 1,1 % від усіх жителів.
За віковим діапазоном населення розподілялося таким чином: 19,7 % — особи молодші 18 років, 57,3 % — особи у віці 18—64 років, 23,0 % — особи у віці 65 років та старші. Медіана віку мешканця становила 45,3 року. На 100 осіб жіночої статі у переписній місцевості припадало 96,9 чоловіків;  на 100 жінок у віці від 18 років та старших — 94,9 чоловіків також старших 18 років.
Середній дохід на одне домашнє господарство  становив 48 111 долар США (медіана — 32 045), а середній дохід на одну сім'ю — 62 446 доларів (медіана — 42 188). Медіана доходів становила 45 060 доларів для чоловіків та 42 917 доларів для жінок. За межею бідності перебувало 20,3 % осіб, у тому числі 23,4 % дітей у віці до 18 років та 24,8 % осіб у віці 65 років та старших.
Цивільне працевлаштоване населення становило 267 осіб. Основні галузі зайнятості: освіта, охорона здоров'я та соціальна допомога — 37,5 %, виробництво — 16,5 %, науковці, спеціалісти, менеджери — 10,5 %, сільське господарство, лісництво, риболовля — 7,9 %.